# Styloleptus gundlachi
Styloleptus gundlachi är en skalbaggsart som först beskrevs av Fisher 1925.  Styloleptus gundlachi ingår i släktet Styloleptus och familjen långhorningar. Inga underarter finns listade i Catalogue of Life.